# にょろーん ちゅるやさん
『にょろーん ちゅるやさん』は、えれっとによる『涼宮ハルヒシリーズ』（谷川流・著、いとうのいぢ・挿絵）のパロディ4コマ漫画作品。

## 概要
『涼宮ハルヒシリーズ』の登場人物・鶴屋さんをモデルにしたちびキャラ、「ちゅるやさん」を主人公にした作品である。
2006年6月15日にえれっとの個人サイト「うつらうららか」でちゅるやさんのイラストが公開、同サイト上でちゅるやさんが主役の4コマ漫画が不定期連載されるようになる。もともと、多忙な中でサイトの更新頻度を高めるために企画されたもので、えれっと本来の描画とは異なった簡易な絵で描かれている。
その後ニュースサイト等に取り上げられ、インターネットや同人界の一部で話題になり、サイト掲載作に新作を加えた同人誌・『にょろーん☆ちゅるやさん』が制作され、こちらも話題を呼んだ。その後もサイト上での新作と同人誌の発行は続き、同人誌は計3冊発行されている。なお、サイト上の掲載は2008年6月25日の第37話が最新である。
この時点ではあくまで同人作品であり、原作との関係やその扱いが注目されてきた。一方でネット上、特に各種掲示板や個人サイトでアスキーアートやFlashアニメーション、他作品のキャラクターによるパロディなども多く作られている。また、えれっと自身も『ひぐらしのなく頃に』をちゅるやさん化した漫画を執筆したことがある。詳細はバリエーションを参照。
その後2008年8月になり、『月刊少年エース』・『月刊コンプエース』（共に角川書店発行）の両誌上で、『月刊コンプエース』2008年11月号から連載が開始されることが発表された。連載時のタイトルは同人誌版のタイトルから「☆」が取れた表記となっている。コンプエースでの連載は2008年11月号から2009年10月号までの1年間で、単行本が9月10日に発売された。
2008年12月18日にはアニメ公式サイトにて、同じ『涼宮ハルヒシリーズ』のパロディ作品である『涼宮ハルヒちゃんの憂鬱』（漫画・ぷよ）と共にアニメ化、YouTubeの角川アニメチャンネルにて配信されることが発表され、2009年2月14日から5月13日の間に全13話が配信された（アニメーションも参照）。

## 登場キャラクター
ちゅるやさん
声 - 松岡由貴
本作の主人公。身長はキョンの膝くらい。大好物はスモークチーズ（スモチ）。この設定は原作の鶴屋さんにはない、ちゅるやさん独自の設定で、作者は同人誌にて設定の由来を「自分がスモークチーズの美味しさに目覚めたから」と語っている。寒いのが苦手。手足が短く、手が耳の位置までしか届かない。後に、頭の上にマナーモード機能のボタンが追加された。
スモークチーズを食べようとしたりSOS団の活動を手伝ったりと日々をまったり生きているが、周囲からの少し理不尽な扱いややるせない現実に直面し、大抵4コマ目で「にょろーん」とつぶやく。
原作の鶴屋さんは準レギュラー的存在でSOS団の「名誉顧問」扱いであるが、本作のちゅるやさんはSOS団の正式メンバー同然の扱いとなっている。
原作以上にキョンと絡むがあしゃくらさん（後述）と違って恋愛感情はなく、ぞんざいな扱いを受けてもへこたれない。一方アニメ版ではキョンの第二ボタンを欲しがるなどなにかしら好意を抱いている描写はある。
なお、ハルヒも認める「不思議な生き物」でもある。何故か一度だけ「セーラー服を着たちゅるやさん」と「メイド喫茶をやっているちゅるやさん」が同時に登場した事があるが、詳細は謎。
学校での成績はキョン以下。そもそもテストの解答が「にょろーん」「スモークチーズ」等と真面目に解いていない様子が見られる。
本作では鶴屋さん同様2年生の体操着を着ているが、アニメでは1年生の体操着を着用している。
以下ちゅるやさん以外のキャラクターは、顔のパーツが線だけで描かれ、作画・性格・言動とも、まったくやる気のないデザインとなっている点が特徴。
キョン
声 - 杉田智和
SOS団団員。本名不明。ツッコミ役であるがボケもこなす。ちゅるやさんに対しては、冷たく厳しいツッコミをいれるが、彼女と一緒に行動していることが多い。
ちゅるやさんからスモークチーズを遠ざける役だが、大掃除のご褒美やクリスマスイブのプレゼントにスモークチーズをプレゼントするなどの優しさもある。あしゃくらさんに関しては無関心に近い反応が多い。
なお、ちゅるやさんとあしゃくらさん以外のキャラの表情はキョンと全く同じ描き方で全員ツッコミとボケ役を兼ねている。
アニメではちゅるやさん以外のキャラの中では唯一全話登場。
涼宮 ハルヒ（すずみや ハルヒ）
声 - 平野綾
SOS団（世界を大いに盛り上げるための涼宮ハルヒの団）団長。多様な活動を行うが、原作と違ってテンションがかなり低くイベントができなくなっても特に反論もせず「じゃあ中止ね!!」と言って中止する。
成績優秀、スポーツ抜群といった設定も見られない。主役がちゅるやさんということもあってSOS団と全く絡まない。キョン同様、ちゅるやさんへの扱いは雑。
長門 有希（ながと ゆき）
声 - 茅原実里
SOS団団員及び文芸部員。本を読んでいたり無表情だったりと原作と比べても特にキャラは変化していない。無愛想ぶりにはさらに磨きがかかっており、ちゅるやさんが話しかけてきても冷たくあしらうことが多い。
なお、朝比奈みくる・古泉一樹の2人には未来人や超能力者の設定はあまり見られないが、長門だけは自身のバックアップを持っていたり情報操作及び改ざんにより天気を変えたりする事など宇宙人の設定が残っている。
朝比奈 みくる（あさひな みくる）
声 - 後藤邑子
SOS団のマスコットだが、可愛らしさは皆無で話し方も悪い方である。SOS団メンバーの中では出番は少なめ。「ちゅるやさんの友人」という設定は変わっていないようだが、ちゅるやさんをぞんざいに扱うなどキャラが様変わりしている。それを受けてかアニメでは本編と『ちゅるやさん』で最も声の差が大きく、原作アニメ版とは異なる「ドスの利いた声」になっており、インタビューではみくる役の後藤が「ディレクターにも『これはみくるじゃなくて後藤だよね』と言われたけど、それでOKになった」と語っている。
古泉 一樹（こいずみ いつき）
声 - 小野大輔
SOS団副団長。みくる同様出番は少なめ。原作と違って終始無表情だが、ちゅるやさんを鼻で笑う事があったり、時々敬語で無くなったりする事もある。ハルヒから宿泊地などの手配を任されているが、確保できない場合もある。超能力者の設定は見られないが、機関の影響と見られる力やその人間は時々出てくる。
「古泉拳法」という謎の拳法の使い手でもある。
あしゃくらりょうこ（あしゃくらさん）
声 - 桑谷夏子
ちゅるやさんと同サイズの朝倉涼子。キョンのことが好きという設定になっている。キョンに度々アプローチをするが、彼からはかなり素っ気なく扱われる。キョンといつも一緒にいるちゅるやさんに嫉妬している。
原作の朝倉涼子と同じく、長門のバックアップとなっている。そのため彼女からは「バックアップ」と呼ばれ、ぞんざいな扱いを受けている。また、ちゅるやさんには「あしゃっち」と呼ばれている。
なお漫画版ではキョン達と同じ表情の朝倉涼子も別に登場しているが、アニメ版では登場していない。
アニメのクレジットでは「あしゃくら」と表記されている。
谷口（たにぐち）
声 - 白石稔
下の名前は不明。原作よりテンションが低く、終始無表情。「貝になりたい」と言って砂の中に埋もれるなど、意味深な行動も目立っている。コンプエース連載版では、「WAWAWA忘れモノー」と、中の人の持ち歌とともに登場することも多い。
国木田（くにきだ）
出番はかなり少なく、その事をちゅるやさんに嘆いたこともある。アニメ版に至っては登場すらしていない。
コンピ研部長
声 - こぶしのぶゆき
原作同様SOS団にゲーム対決を仕掛けた。アニメ版ではハルヒからちゅるやさんを賞品とする提案を出された途端、一度勝負を取り下げた。
森 園生（もり そのう）
古泉が所属する機関の一員。
新川（あらかわ）
森と同じく、機関の一員。原作と違い、豪華な料理は作れない。
先生
声 - 柳沢栄治
シャミセン
声 - 緒方賢一
キョンの家で飼われている猫。ちゅるやさんに話しかけられた際には「すまんが人間の言葉は分からんのだわ」と「人間の言葉」でちゅるやさんに返した。
ねずみ
声 - 白石稔
ちゅるやさんのスモークチーズを狙うが、シャミセンに追い払われたことがある。
ほこりちゃん
声 - あおきさやか
えれっとによるオリジナルキャラクター。名前の通り、部屋の棚や隅につもったほこりをキャラクター化したもの。健気な性格の持ち主。大掃除の時に、ちゅるやさんの掃除機に吸い取られてしまう。アニメでは語尾に「ほこり」がつく。
作者のサイトでは「ほこりちゃんは複数居る」「湿気の時期には水分が溜まってブヨブヨになる」等の特徴が、いずれも放映終了後に追加されている。
アニメ最終話には「ほこりくん」（声 - 杉田智和）というアニメオリジナルキャラクターも登場した。

## 書誌情報

### 同人誌
いずれもえれっとの個人サークル「うつらうららか」の発行。一部を除いて下記のカドカワコミックス版にも収録されている。
- 『にょろーん☆ちゅるやさん』2006年8月17日発行
- 『にょろーん☆ちゅるやさん2』2007年2月11日発行
- 『にょろーん☆ちゅるやさん3』2007年10月21日発行

以下の同人誌にも、にょろーん☆ちゅるやさんの掲載がある。いずれも「うつらうららか」の発行。カドカワコミックス版には未収録。
- 『めがっさ☆かおす！』2006年11月5日発行。11人共著の鶴屋さん本。
- 『ウツラウララカ』2009年8月15日発行。にょろーん☆ちゅるやさん外伝「谷口パン屋さん」掲載。
  - にょろーんスモチ消しゴムも同時に頒布開始。
- 『ウツラウララカ2』2010年8月13日発行。にょろーん☆ちゅるやさん外伝「古泉おもちゃ屋さん」掲載。

### 単行本
- 谷川流（原作） / いとうのいぢ（キャラクター原案・デザイン） / えれっと（作画） 『にょろーん ちゅるやさん』 角川書店〈カドカワコミックス〉、全1巻
  - 通常版：2009年9月24日発売[4]、ISBN 978-4-04-715293-9
  - めがっさ限定版：2009年9月10日初版発行（同日発売[5]）、ISBN 978-4-04-900793-0
    - 限定版仕様のカバーがついたコミックスと「ねんどろいどぷち ちゅるやさん」、ゲスト9人が参加した特別小冊子「にょろにょろちゅるん！」のセット商品。単行本のカバーを外した時の漫画も通常版とは異なっている。

## アニメーション
「出来たら配信! 気が向いたら更新!」というキャッチコピーで、京都アニメーションが制作を担当。『にょろーん☆ちゅるやさん』のタイトルで、YouTubeの角川アニメチャンネルにて2009年2月14日より配信が開始された。
「週1回更新」という予定だったが、第2話は3日後の2月17日に配信された。タイトルロゴは同人作品当時と同様のロゴデザインを基本にし、同人誌時代のネタが使われており、えれっとのオリジナルキャラクターも一部の回で登場する。
2009年5月13日に「エンディング」が配信され、同時配信されていた『涼宮ハルヒちゃんの憂鬱』とともに、3か月にわたったアニメ配信が終了した。
『涼宮ハルヒちゃんの憂鬱』とともに、第14回（2009年）アニメーション神戸賞作品賞・ネットワーク部門を受賞。

### スタッフ
- 監督：武本康弘[2]
- キャラクターデザイン：西屋太志[2]
- チーフプロデューサー：安田猛
- 友情プロデューサー：伊藤敦・八田英明
- 色彩設定：石田奈央美
- 美術監督：篠原睦雄[2]
- 撮影監督：中上竜太
- 音響監督：鶴岡陽太
- 音楽：神前暁
- アニメーション制作：京都アニメーション[2]
- 製作：えすおーえす団[2]（角川書店・角川映画・京都アニメーション・クロックワークス・ランティス）

### 各話リスト
日付はいずれも配信開始日。
- そのいちっ - 2月14日
- そのにっ - 2月17日
- そのさんっ - 2月20日
- そのよんっ - 3月6日
- そのごっ - 3月13日
- そのろくっ - 3月20日
- そのななっ - 3月27日
- そのはちっ - 4月3日
- そのきゅうっ - 4月10日
- そのじゅうっ - 4月17日
- そのじゅういちっ - 4月24日
- そのじゅうにっ - 5月1日
- そのじゅうさんっ - 5月8日

### イメージソング
イメージCD Vol.1「乳から生まれた大先輩」
歌：ちゅるやさん（松岡由貴）
作詞：畑亜貴、作曲：伊藤真澄、編曲：菊谷知樹
イメージCD Vol.2「ググれ!（に一致する日本語のページ）」
歌：ちゅるやさん（松岡由貴）
作詞：畑亜貴、作曲：伊藤真澄、編曲：菊谷知樹、ゲスト：朝比奈みくる（後藤邑子）
イメージCD Vol.3「このスモチからの卒業」
歌：ちゅるやさん（松岡由貴）
作詞：畑亜貴、作曲・編曲：菊谷知樹、ゲスト：涼宮ハルヒ（平野綾）、キョン（杉田智和）

### 関連商品
- DVD『涼宮ハルヒちゃんの憂鬱とにょろーん☆ちゅるやさん DVD最初』（発売元：角川書店、販売元：ムービック/京都アニメーション、2009年4月24日レンタル開始、2009年5月29日セル版発売）
- DVD『涼宮ハルヒちゃんの憂鬱とにょろーん☆ちゅるやさん DVD次』（発売元：角川書店、販売元：ムービック/京都アニメーション、2009年6月26日セル版発売・レンタル開始）
- DVD『涼宮ハルヒちゃんの憂鬱とにょろーん☆ちゅるやさん DVD最後』（発売元：角川書店、販売元：ムービック/京都アニメーション、2009年7月31日セル版発売・レンタル開始）
- BD-BOX 『涼宮ハルヒちゃんの憂鬱＆にょろーんちゅるやさん Blu-ray Disk Box』（発売元：角川書店、販売元：角川映画/京都アニメーション、2010年8月27日発売）
- イメージCD Vol.1『乳から生まれた大先輩』（発売元：ランティス、販売元：バンダイビジュアル、LACM-4611、2009年4月22日発売）
- イメージCD Vol.2『ググれ!（に一致する日本語のページ）』（発売元：ランティス、販売元：バンダイビジュアル、LACM-4616、2009年5月27日発売）
- イメージCD Vol.3『このスモチからの卒業』（発売元：ランティス、販売元：バンダイビジュアル、LACM-4624、2009年6月24日発売）
- 公式ファンブック『涼宮ハルヒちゃん&ちゅるやさんのこうしき』（発行元：角川書店、発売元：角川グループパブリッシング、ISBN 978-4-04-854402-3、2009年9月25日発売）

## 補足・余談

### エピソード
- 2007年3月11日にフジテレビのニュース『FNNスーパーニュース』にて、ちゅるやさんの姿が放送された。大阪府豊中市で起きた男子高校生自殺事件の告別式に、男子高校生が生前アニメ好きだったことから遺族がえれっとに依頼し、色紙に描き下ろされた絵が遺影のそばに掲げられニュースの映像として流された。
- 全日本プロドリフト選手権（通称：D1グランプリ）に出場している、手塚強選手が所属するBee☆R（ビーレーシング）のR32スカイラインGT-RベースのB324Rの2007年モデルのダッシュボードとリアピラー部と、2008年からマシンチェンジした時田雅義のゼロクラウン（GRS180）のリアピラー部にちゅるやさんのステッカーが貼られている。ちなみにちゅるやさんが貼られているのはBee☆Rの今井代表の趣味で、手塚・時田両選手はちゅるやさんの事を一切知らない。

### バリエーション
- メロンブックスのマスコット「めろんちゃん」に、ちゅるやさんのイメージを当てはめたぬいぐるみが存在する。キャラクターをアレンジしたのはえれっと。
- 『月刊コンプエース』2007年9月号別冊付録の「ら・ら・ら らき☆すたファンブック」には『らき☆すた』のキャラクターの一人である柊つかさをちゅるやさん風にデフォルメした、えれっと作の4コマ漫画『ちゅかさどんだけす』が掲載されている。
- 同人誌1巻から3巻には『ひぐらしのなく頃に』の園崎魅音・園崎詩音を、ちゅるやさん風にデフォルメしたネタが登場した。このネタは原作者である竜騎士07の快諾を得て「めがっさ限定版」付属の小冊子にも掲載された。

### 作品・声優関連
- 有限会社DEARSの『テストに出るっ!世界の歴史年表 上巻』にて、アニメ本編で鶴屋さんを演じている松岡由貴がちゅるやさんの物まねをしている。ここ[リンク切れ]で該当部分の試聴が可能。
- 2007年3月に行われたライブ『涼宮ハルヒの激奏』（のちにDVDとして発売）の中で出演者が「寸劇」を行うコーナーにて、谷口役の白石稔がアドリブで「にょろ〜ん、スモークチーズ」と言っている。
- 『涼宮ハルヒちゃんの憂鬱』のアニメ第25話では、恋愛ゲーム風OPで「鶴屋さんが病院のベッドで寝ているシーン」の右上に一瞬小さくちゅるやさんが登場している。
- 2017年3月25日に発売されたえれっとがイラストを担当しているMF文庫Jの新作『ぼくたちのリメイク』のオビにちゅるやさんが登場している[6]。